# Luc-sur-Aude
Luc-sur-Aude en idioma francés y oficial, Luc d'Aude en idioma occitano, es una pequeña localidad edificada en las orillas del río Aude y comuna francesa, situada en el departamento del Aude en la región de Languedoc-Roussillon.
A sus habitantes se les conoce por el gentilicio Lucois.

## Demografía
| 96 | 109 | 113 | 130 | 199 | 173 |
| Para los censos de 1962 a 1999 la población legal corresponde a la población sin duplicidades (Fuente: INSEE [Consultar]) |     |     |     |     |     |

(Población sans doubles comptes según la metodología del INSEE).

## Lugares de interés
- Vestigios de una antigua vía romana.
- Torre llamada Castilló, del siglo XIII, perteneciente al antiguo castillo ya inexistente que fue lugar de residencia de los obispos de Alet-les-Bains.
- En las proximidades, al lado del río Aude, se encuentran las grutas de Cascabel.